# Karl August Hiller

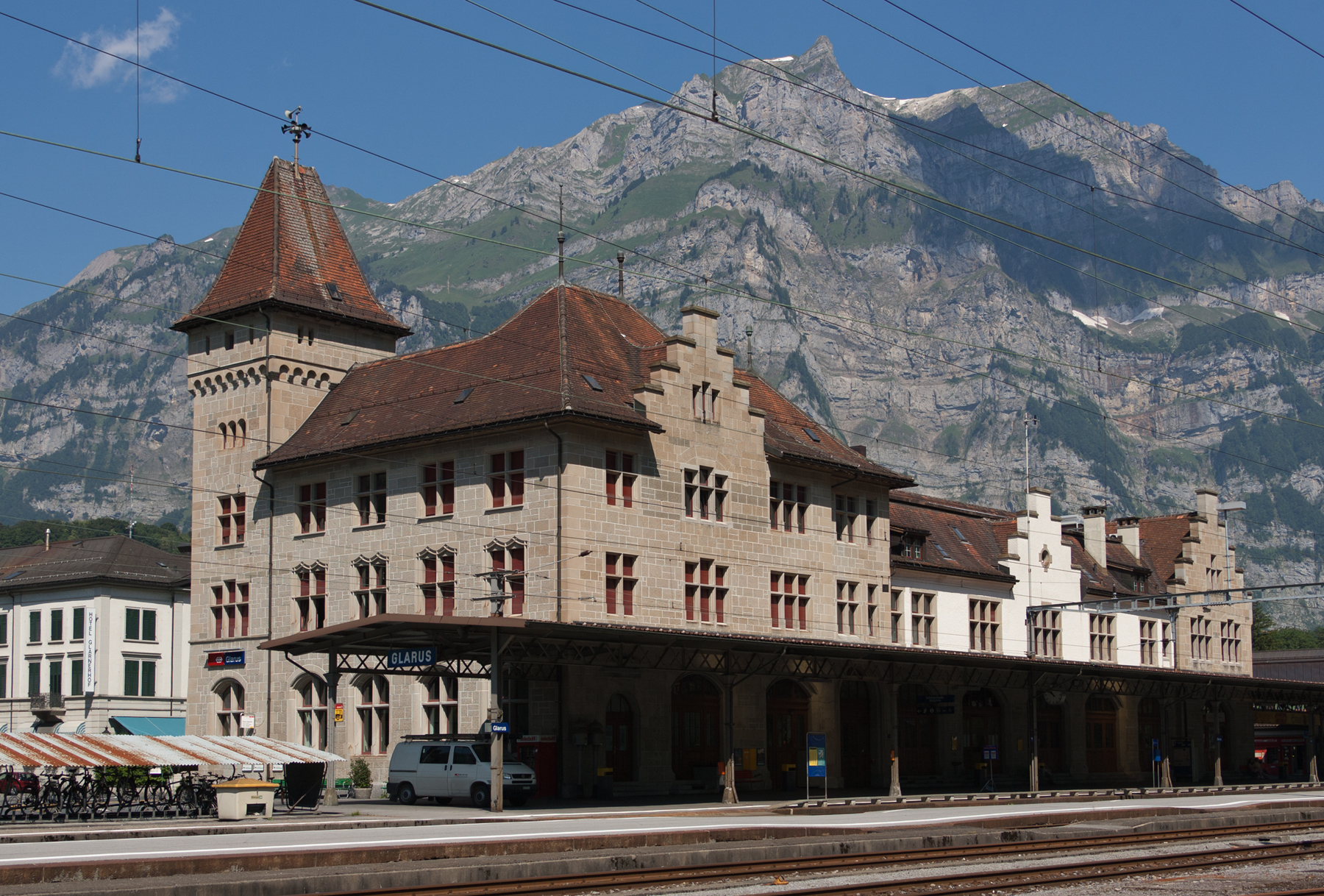
Bahnhof Glarus

Karl August Hiller (* 1852 in Rommelshausen, Königreich Württemberg; † 19. April 1901 in St. Gallen) war ein deutsch-schweizerischer Architekt.

## Leben
Hiller besuchte das Gymnasium in Ellwangen und machte anschliessend eine Fachausbildung in Stuttgart. Danach trat er in den Dienst der Königlich Württembergischen Staats-Eisenbahnen. 1876 zog er nach St. Gallen und trat 1877 dort in das Architekturbüro von Johann Christoph Kunkler ein, 1880 machte er sich selbstständig. In St. Gallen und Umgebung baute er eine Vielzahl von Wohn- und Geschäftshäusern, unter anderem baute er im Stil des Historismus Villen auf dem Rosenberg sowie Gebäude im Museumsquartier. 
Ausserdem entwarf er den Bahnhof Rapperswil und den Bahnhof in Rorschach. Das Bahnhofsgebäude in Glarus, dessen Pläne er vorbereitete und das von Heinrich Ditscher (1832–1915) zwischen 1902 und 1903 im neugotischen Burgenstil ausgeführt wurde, ist zusammen mit den übrigen Bauten auf dem Gelände ein „Ensemble von nationaler Bedeutung“. Ausserhalb der näheren Umgebung hatte er die Pläne für die Webschule in Wattwil und mehrere Bauten in Davos und im hessischen Bad Nauheim erstellt.

## Bauten
- Bahnhof Rapperswil[4]
- Bahnhof Glarus
- Villa Engler in St. Gallen[5]
- Villa Zollikofer in St. Gallen[6]